# Портрет на Джулио Кловио
„Портрет на Джулио Кловио“ (на италиански: Ritratto di Giulio Clovio) е картина на гръцкия художник Ел Греко от около 1571 г. Картината (58 × 86 см) е изложена в Зала 11 на Нацинален музей „Каподимонте“, Неапол. Използваната техника е маслени бои върху платно.

## История
Картината е поръчана на Ел Греко от кардинал Алесандро Фарнезе. Критският художник я рисува по време на престоя си в Рим около 1571 г. Като част от Колекция „Фарнезе“ портретът е наследен през 1734 г. от Карлос III и е окончателно прехвърлен в Неапол.

## Описание
На портрета е изобразен известният миниатюрѝст Джулио Кловио, наречен от Джорджо Вазари „Микеланджело на миниатюрите“. Кловио роден в Хърватия през 1498 г. и е един от художниците помогнал на Ел Греко да се установи в Рим. На този портрет Ел Греко изобразява своя приятел-миниатюрѝст, който държи в ръка най-известния си текст – „Часослов на Дева Мария“.
На фона се вижда пейзаж с буреносно небе. Лицето на Джулио Клавио, детайлите на дрехата, както и другите елементи в картината подчертават доброто качество на първите портрети, нарисувани от Ел Греко. Също така съвършен е и портретът на Момчето, което духа върху запален въглен – картина на художника, също нарисувана по време на му в Рим и изложена днес в Национален музей „Каподимонте“, Неапол.
Благодарение на Колекция „Фарнезе“ и прецизното съхранение на картината в Музей „Каподимонте“ Портрет на Джулио Кловио е най-старият портрет, рисуван от Ел Греко, достигнал до нас.